# 舌神経
舌神経（ぜつしんけい）は三叉神経第三枝である下顎神経の枝。舌に感覚神経を提供する。舌の前2/3の一般知覚（触圧覚、痛覚、温度覚など）を司る。

## 機能
舌神経は舌の前2/3の粘膜における感覚を提供する。
顎下神経節は舌神経からの二本の神経繊維をとめる。

## 経路
舌神経の最初の枝は下歯槽神経内側及び前方にある外側翼突筋に位置する。時には下歯槽神経と顎動脈と交差している枝で合流することもある。
顔面神経の枝である鼓索神経が急角度で合流する。これは舌前2/3の特殊感覚である味覚を司り、副交感神経繊維や交感神経線維も提供する。
舌神経はその後内側翼突筋と下顎枝の間を通る。そして上咽頭収縮筋及び茎突舌筋上方にて舌側面を斜めに通り、舌骨舌筋と顎下腺深部の間を通る。
最終的に、横方向から内側下方に顎下腺管と交差し、舌に沿ってその先端へ向かい、舌下部神経となり、粘膜のすぐ下を通る。

## 追加画像

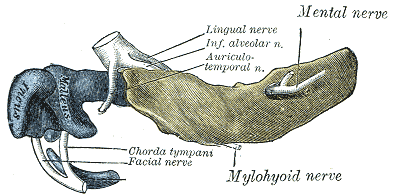
Mandible of human embryo 24 mm. long. Outer aspect.
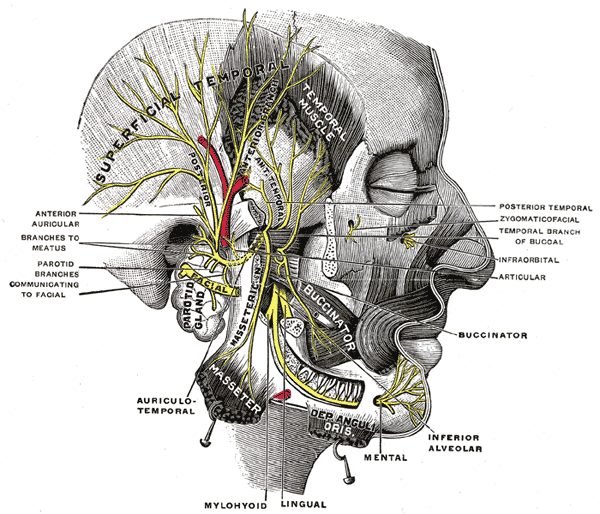
Mandibular division of the trifacial nerve.
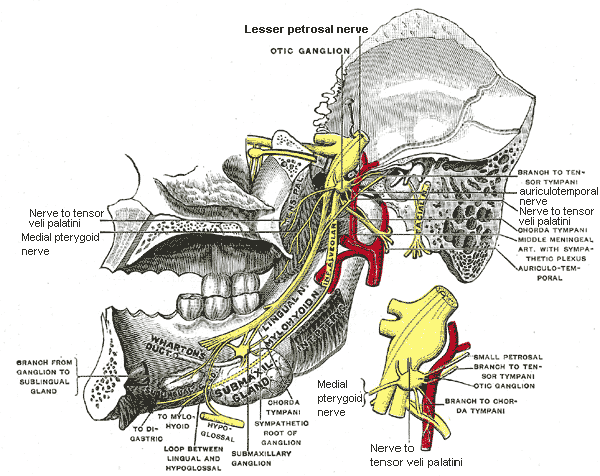
Mandibular division of trifacial nerve, seen from the middle line.
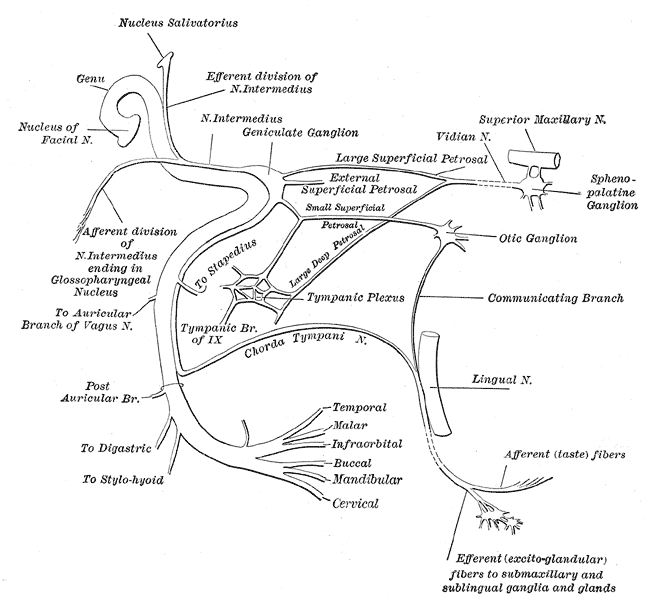
Plan of the facial and intermediate nerves and their communication with other nerves.
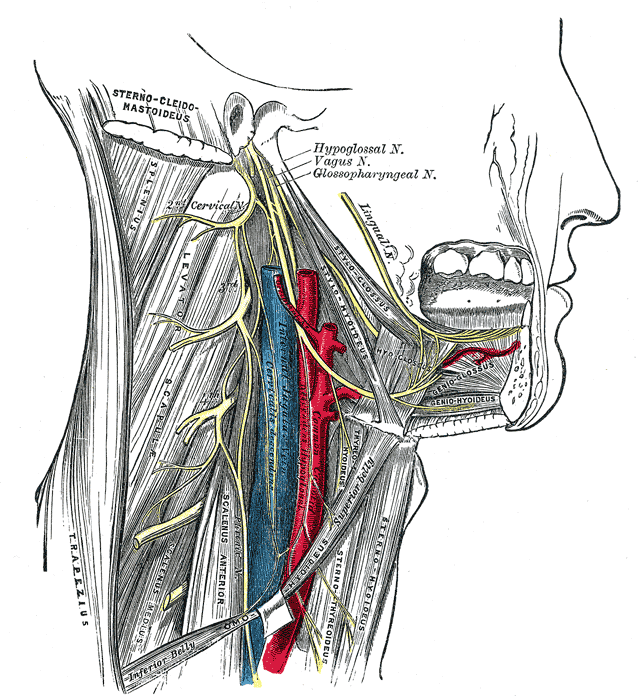
Hypoglossal nerve, cervical plexus, and their branches.
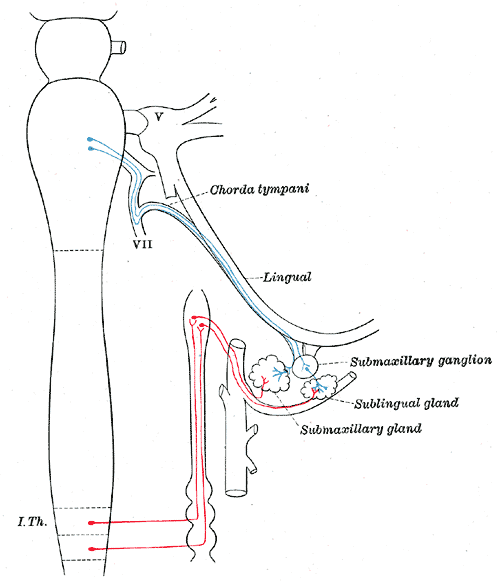
Sympathetic connections of the submaxillary and superior cervical ganglia.

この記事にはパブリックドメインであるグレイ解剖学第20版（1918年）895ページ本文が含まれています。